# 紙の博物館
紙の博物館（かみのはくぶつかん）は、東京都北区の飛鳥山公園内にある紙専門の博物館。運営は、公益財団法人紙の博物館。

## 概要
4階建てで、2階に入り口と第1展示室、3階に第2展示室、4階に第3展示室と第4展示室がある。1階には講習会・講演会が行われる講堂、図書室のほか、京都府葛野郡梅津村（現在の京都市右京区）にあったパピールファブリックの門扉や高札、中井商店の看板などが展示されている記念碑コーナーがある。
- 第1展示室では「現代の製紙産業」として、紙パルプの原料や製造工程などの説明パネル、製造機械の実物および模型を展示。
- 第2展示室では「紙の教室」として、紙の性質を体験するコーナーや古紙のリサイクルについてなどの展示がある。
- 第3展示室では「紙の歴史・製紙産業の歩み」として、紙が誕生する前から紙が誕生して世界に広まり、現在に至るまでの紙そのものの歴史、および製紙産業の歴史についての展示がある。
- 第4展示室では企画展示・特別展示が開催される。

## 歴史
- 1950年（昭和25年） - 北区堀船の王子製紙王子工場跡地に製紙記念館として設立。
- 1953年（昭和28年） - 博物館法の施行に伴い製紙博物館に改称。
- 1965年（昭和40年） - 紙の博物館に改称。
- 1995年（平成7年） - 首都高速中央環状線建設に伴って現在地である飛鳥山公園内に移転することとなり、新館の建設工事が着工（1997年に完成）。
- 1998年（平成10年） - 隣接する北区飛鳥山博物館、渋沢史料館とともに「飛鳥山3つの博物館」として開館。
- 2007年（平成19年） - 5月に所蔵する王子製紙（抄紙会社）創業当時の図面が「産業考古学会推薦産業遺産」に指定、11月には所蔵物全体が経済産業省から近代化産業遺産に認定される。